# キム・ビーズリー
キム・クリスチャン・ビーズリー（英語: Kim Christian Beazley, AC、1948年12月14日 – ）は、オーストラリアの政治家。西オーストラリア州総督（2018年 – 2022年）、オーストラリア労働党党首（1996年 – 2001年、2005年4月 – 2006年12月）などを歴任した。

## 経歴
ポール・キーティング政権では、副首相と閣僚を務めた。1998年、2001年の連邦議会選挙でジョン・ハワード率いる保守連合に敗れ、党首を辞任。
2005年、マーク・レイサムの政界引退後党首に再就任。2006年12月、ケビン・ラッドからの党首挑戦を受諾、連邦議員総会での党首選挙に敗れて退任。
2007年11月24日投票の連邦下院選挙には立候補せず、政界を引退した。2010年2月より駐米大使を務める。2018年5月1日より2022年7月15日まで西オーストラリア州総督。